# Radio Carolina
Radio Carolina es una estación radial chilena ubicada en el 99.3 MHz del dial FM en Santiago de Chile que inició sus transmisiones el 24 de noviembre de 1975. Cuenta con una red de 21 emisoras a lo largo de Chile. También transmite su señal con su red de repetidoras y vía Internet en el resto del país y en todo el mundo. Su programación se orienta al público juvenil, con música dance, reguetón, trap, hip hop, EDM, y pop.
Radio Carolina es dirigida artísticamente desde 2007 por Jorge Méndez de la Fuente.

## Historia
La radio nace bajo el alero de Radio Portales, quien viendo el éxito de Radio Concierto, utiliza su frecuencia en FM para lanzar una emisora que compitiera directamente con ella. Desde sus inicios se caracterizó por tener una línea musical dirigida a un público juvenil, la cual solamente podía ser escuchada en discotecas debido a que las pocas estaciones que existían en aquellos años, tenían una tendencia más ligada a lo adulto y selecto.
El nombre "Carolina" se debe al primer director ejecutivo de la emisora, César Antonio Santis, quien decidió bautizar la radio con el nombre de su primera hija. El ya tradicional logotipo de la chinita, fue escogido como símbolo de la buena suerte.
Cabe señalar que Santis fue nombrado, pero nunca asumió su cargo por una diferencia que tuvo con el Gerente General de la radio, Raúl Tarud Siwady.
Cuando terminó la era Tarud en 1985 fue nombrado Herman Chadwick Piñera como Gerente General, quien contrató a dos personas que harían de Radio Carolina la emisora chilena más exitosa a mediados de la década '80; la llegada de Juan Enrique Amenábar y Oscar Robayo hizo que se formara una dupla que hizo historia en la frecuencia modulada. El comienzo para ambos estuvo lejos de ser fácil, ya que fueron resistidos por quienes venían de trabajar con los Tarud. Sin embargo, sus adversarios no tardaron en darse cuenta de que las nuevas ideas traídas a la emisora por Amenábar, como Director Responsable y Robayo, como Director Artístico, comenzaban a dar frutos en la encuesta de medición radial. Carolina superó a su competencia directa hasta convertirse en la FM líder en el segmento etario y socioeconómico al cual apuntaba. Las discográficas multinacionales tenían como objetivo prioritario que sus artistas fueran difundidos en Radio Carolina ya que la emisora era una especie de Rey Midas radial, todas sus canciones se transformaban en hits instantáneos.
Fue pionera en dar a conocer a los grupos chilenos y argentinos que emergieron bajo la etiqueta de "Rock latino", entre los cuales hay que mencionar a Soda Stereo, Virus, Los Enanitos Verdes, Aparato Raro, Los Prisioneros, Fito Páez, La Ley, Miguel Mateos, Viena, Electrodomésticos, Los Encargados, Upa!, Sumo, Patricio Rey y sus Redonditos de Ricota, Cinema, Los Abuelos de la Nada, Fricción, Bandhada, Fabiana Cantilo, Valija Diplomática, Engrupo, Los Violadores, Aterrizaje Forzoso, Suéter, Nadie, Metrópolis, Sobrecarga, Pie Plano, Eduardo Valenzuela, Q.E.P., Don Cornelio y la Zona, Los Twist, La Torre, Instrucción Cívica, Feeley-Weiler y muchos otros conjuntos y solistas estrenados en la emisora. Prueba de ello fue el programa dominical llamado "Cono Sur" dedicado exclusivamente al "Rock Latino", donde un punzante Oscar Robayo entrevistaba a grupos chilenos y argentinos, a fin de que el oyente concluyera si estaba escuchando a un artista serio o a charlatanes que intentaban aprovecharse de la corriente imperante por entonces.
Es necesario mencionar las voces emblemáticas que tuvo la emisora en aquella época: Darío Cruzat, Justus Liebig Vega y Mauricio Reyes Ferrada, reemplazado posteriormente por su hermano Luis Alberto Reyes Ferrada. Fueron años de gloria para la radio hasta que una grúa proveniente del extremo izquierdo del dial puso fin a la exitosa dupla. Luego de 8 años trabajando juntos, Juan Enrique Amenábar siguió en Carolina y Oscar Robayo partió como Director Artístico a la entonces alicaída Radio Galaxia. Así finalizaba, una de las etapas más importantes que ha vivido Radio Carolina a lo largo de su historia.
Diferentes estilos musicales han pasado por la estación durante su existencia, como el rock sinfónico, punk, hardcore punk, reggae, heavy metal, música disco, new wave, rock latino, tecno, grunge, house, dance, electrónica, y reguetón.
Su público objetivo es el C2/C3 entre los 13 y 40 años de edad, mientras que su programación actual incluye principalmente música anglo y latina dentro de bloques y programas conducidos.

## Grupo Dial
Radio Carolina contaba con diferentes estaciones en otras ciudades de Chile, las cuales hasta el 2005 contaban con programación y locutores locales. No obstante, se enlazaban con la estación de Santiago para determinados programas o segmentos. Esa política finalizó cuando el Grupo Dial de COPESA adquirió la radioemisora (salvo la emisora de La Serena, la cual duró hasta el 2008). 
El 1 de octubre de 2008, Radio Carolina amplía su cobertura llegando a la frecuencia 90.3 MHz en Arica y a la frecuencia 91.3 MHz en Iquique (ambas ex Cariño FM), luego del fin de las transmisiones de ésta. Ese mismo día regresa a la misma frecuencia 106.3 MHz en Temuco, después de 1 año y 7 meses, pero cubriendo solamente la ciudad, luego aumentó su potencia a 1kW el 8 de agosto de 2013, cubriendo en un radio de 70 km a la redonda.
A comienzos de 2009, Radio Carolina abandona la frecuencia 100.3 MHz de San Antonio, siendo reemplazada hasta el 2017 por Radio Beethoven. En este mismo año, producto de la venta de la radio, se incluyó esta frecuencia, lo cual marca el regreso de Carolina a la ciudad.
El 1 de febrero de 2010, a eso de las 00:45 hrs., Radio Carolina llega al Gran Concepción a través de la frecuencia 91.7 MHz (ex Radio Zero).
En julio de 2016 el Freaky Channel (señal en vivo donde uno podía ver cómo se realizaba las transmisiones) se renombra como Carolina TV.

### Emisora La Serena
Radio Carolina de La Serena comenzó sus transmisiones en 1990 a través del dial FM 93.5 MHz. En 2005 cuando Grupo Dial adquirió la estación se produjo el cierre de las "sucursales" en Viña del Mar, Litoral Central, Temuco y Pucón; sin embargo Carolina de La Serena siguió con programación local hasta el día sábado 28 de junio de 2008, culminando con la última edición del programa DMIX de música Dance Internacional conducido por DJ Daivid (David Andrade).
Sus últimos estudios se ubicaban en Alberto Solari #1400, Bulevar de Servicios del edificio Integramédica del Mall Plaza La Serena, en una espectacular radio de vidrio, en la cual la gente que transitaba podía observar como se hacía radio en vivo y en directo. Por esta razón el lema de esta emisora fue "Carolina 93.5, La radio que se ve".
Con el cierre de la emisora local, la radio tuvo una nueva frecuencia en La Serena y Coquimbo (107.3 MHz), reemplazando a Cariño FM que pertenecía también a Grupo Dial; esto debido a que la señal 93.5 MHz pertenece al dueño de Regional Media Group, Flavio Angelini Macrobio, que le arrendaba la frecuencia a la red satelital de Carolina FM. Posteriormente, en el mismo dial se transmitía Go FM, una nueva apuesta radial de Regional Media Group, que no tiene relación alguna con Grupo Dial de Copesa.
Desde el 11 de junio de 2014 por la Ley de Radios Comunitarias, Radio Carolina se trasladó al 104.1 MHz, por lo tanto, la frecuencia 107.3 MHz hasta 2022 pasó a manos de Radio Nuevo Tiempo, emisora de corte religioso de la Iglesia Adventista del Séptimo Día.

## Grupo Bethia
En octubre de 2016, se da a conocer las intenciones del Grupo Bethia (dueños de Mega y Radio Candela) de adquirir Radio Carolina. En diciembre de 2016, la Fiscalía Nacional Económica de Chile da luz verde al acuerdo, este incluye la frecuencia principal en Santiago, sus repetidoras en regiones y la frecuencia 100.3 MHz de Radio Beethoven en la ciudad de San Antonio.
Desde el 10 de abril de 2017, Radio Carolina es emitida desde las instalaciones de Mega, en Avenida Vicuña Mackenna.
En la madrugada del 22 de septiembre de 2019, finalizó Carolina Discotheque tras 4 décadas de emisión ininterrumpidas los días viernes, sábado y días feriados desde las 23:00 h., en su lugar sólo pasó a emitirse música envasada. Esta ausencia duraría hasta el 17 de abril de 2020, cuando regresa nuevamente los días jueves, viernes y sábado, de 22:00 a 00:00 horas.
El 9 de diciembre de 2019, a través de un comunicado emitido por la misma emisora, Karol Lucero dejó de ser locutor de Radio Carolina tras 11 años, mientras que días después de la salida de Lucero, su partner Dj Emilio, también dijo adiós a la señal.
En noviembre de 2024 se confirma que Radio Carolina junto a su emisora hermana Romántica FM serán las radios oficiales del Festival de Viña del Mar, en la década de los 80 Carolina también transmitió el Festival.

### Expansión
A contar del 1 de septiembre de 2020, a las 7:00 h, Radio Carolina amplía su cobertura llegando por primera vez al 105.3 MHz en Calama, 101.9 MHz en Antofagasta, 96.3 MHz en Papudo y Zapallar, 103.7 MHz en Punta Arenas (todas ex-Radio Infinita), 91.5 MHz en Curicó (ex-Candela FM) y 99.1 MHz en Chillán (ex-Romántica FM).
El 31 de octubre de 2020, a las 00:00 h, la emisora también amplía su cobertura llegando por primera vez al 90.5 MHz en Caldera, 102.1 MHz en Copiapó, 106.5 MHz en Ovalle, 105.1 MHz en Talca, 101.1 MHz en Linares y 102.9 MHz en Castro (todas ex-Candela FM), luego del fin de las transmisiones de ésta, a excepción de la frecuencia 90.5 MHz de Caldera que pertenecía originalmente a la red de Radio Romántica.

## Controversias

### "Pitéate un flaite"
En el año 2005, la radio, a través de su programa "Máximo volumen", inició la campaña "Pitéate un flaite", espacio que surgió con motivo de que a Rodrigo González "Pelao Rodrigo" (conductor del programa) le robaron la radio de su automóvil. La campaña llamaba, en tono de broma, a la eliminación de personas que se asocien con la delincuencia (no todos los "flaites" son delincuentes) e identificándolos con sus características de grupo: rasgos faciales, nombres habituales, forma de vestir, música preferida, etc. A pesar de que sus creadores destacaron el tono humorístico de la campaña ficticia, las connotaciones discriminatorias de la misma (incluyendo clasismo y racismo) y motivaron a la entonces diputada Carolina Tohá a presentar un recurso de protección en contra de la emisora. Ante el actuar de la diputada, la radio decidió poner fin a la campaña.

## Eslóganes
| Período       | Eslogan                                      |
| ------------- | -------------------------------------------- |
| 1975-1977     | Carolina, musicalmente tuya.                 |
| 1977-1982     | Sólo para... nosotros.                       |
| 1983-1985     | Una frecuencia permanente.                   |
| 1985-1995     | Carolina FM Stereo, la mejor imagen musical. |
| 1995-1998     | Estamos por ti.                              |
| 1999-2002     | Entretención que marca la diferencia.        |
| 2002-2006     | Carolina, simplemente total.                 |
| 2006          | Tu vida puede sonar más simple               |
| 2007-2008     | Dale Carolina!!!.                            |
| 2008-2011     | Yo escucho Carolina.                         |
| 2011-presente | Yo escucho Carolina, La + prendida           |

## Frecuencias anteriores
- 93.5 MHz y 107.3 MHz (La Serena/Coquimbo); la primera reemplazada por Madero FM, sin relación con Mega Media y la segunda disponible sólo para radios comunitarias.

## Voces institucionales
- Petronio Romo (1975-1980)
- Miguel Davagnino (1975-1980)
- Darío Cruzat (1980-1989)
- Justus Liebig Vega (1985-1996)
- Mauricio Reyes Ferrada (1985-1989)
- Luis Alberto Reyes Ferrada (1989-2009)
- Oscar Délano Contreras "Negro Oscar" (2008-31 de agosto de 2017)
- Octavio "Tavo" Garay (1 de septiembre de 2017-30 de junio de 2025)
- Josefina Nast (2017-presente)
- Raúl Ignacio Lillo Pérez (1 de julio de 2025-presente)